# Galium magellense
Galium magellense är en måreväxtart som beskrevs av Michele Tenore. Galium magellense ingår i släktet måror, och familjen måreväxter. Inga underarter finns listade i Catalogue of Life.